# Trophée Burlsworth
Le Trophée Burlsworth est une récompense individuelle décernée chaque année depuis la saison 2010 au plus remarquable joueur universitaire de football américain évoluant en NCAA Division I Football Bowl Subdivision ayant commencé sa carrière comme walk-on,.
Le terme walk-on est utilisé en sports (en particulier au niveau de l'athlétisme universitaire américain) pour décrire un athlète qui devient membre d'une équipe sans avoir été préalablement recruté et qui n'a pas bénéficié d'une bourse sportive.
Ce trophée est créé par la Brandon Burlsworth Foundation et est présenté par le Rotary Club de Springdale situé dans l' État de l'Arkansas aux États-Unis.
Il est décerné en l'honneur de Brandon Burlsworth, joueur walk-on ayant intégré en 1994 les Razorbacks de l'Arkansas. Sélectionné dans l'équipe type All-American, il est choisi par la franchise NFL des Colts d'Indianapolis lors du 3e tour de la draft 1999 de la NFL. Il meurt peu de temps après cette draft lors d'un accident de la route.
Le trophée a été sculpté par Raymond Gibby et produit par la société Nobility Bronze située à Pea Ridge dans l'Arkansas.
Le 28 octobre 2019, le Burlsworth Trophy devient membre de la National College Football Awards Association (NCFAA) (en). Il est, avec le Broyles Award, le seul membre de cette association issu de l'État de l'Arkansas.

## Palmarès
| Saison | Vainqueur             | Poste | Équipe                         | Réf.   |
| ------ | --------------------- | ----- | ------------------------------ | ------ |
| 2010   | Sean Bedford (en)     | C     | Yellow Jackets de Georgia Tech | [ 5 ]  |
| 2011   | Austin Davis (en)     | QB    | Golden Eagles de Southern Miss | [ 6 ]  |
| 2012   | Matt McGloin (en)     | QB    | Nittany Lions de Penn State    | [ 7 ]  |
| 2013   | Jared Abbrederis (en) | WR    | Badgers du Wisconsin           | [ 8 ]  |
| 2014   | Justin Hardy (en)     | WR    | Pirates d'East Carolina        | [ 9 ]  |
| 2015   | Baker Mayfield        | QB    | Sooners de l'Oklahoma          | [ 10 ] |
| 2016   | Baker Mayfield        | QB    | Sooners de l'Oklahoma (2)      | [ 11 ] |
| 2017   | Luke Falk (en)        | QB    | Cougars de Washington State    | [ 12 ] |
| 2018   | Hunter Renfrow        | WR    | Tigers de Clemson              | [ 13 ] |
| 2019   | Kenny Willekes (en)   | DE    | Spartans de Michigan State     | [ 14 ] |
| 2020   | Jimmy Morrissey (en)  | C     | Panthers de Pittsburgh         | [ 15 ] |
| 2021   | Grant Morgan (en)     | LB    | Razorbacks de l'Arkansas       | [ 16 ] |
| 2022   | Stetson Bennett (en)  | QB    | Bulldogs de la Géorgie         | [ 17 ] |
| 2023   | Cody Schrader (en)    | RB    | Tigers du Missouri             | [ 18 ] |
| 2024   | Bryce Boettcher (en)  | LB    | Ducks de l'Oregon              | [ 19 ] |

## Statistiques par équipes
| Nombre | Équipes                        |
| ------ | ------------------------------ |
| 2      | Sooners de l'Oklahoma          |
| 1      | Badgers du Wisconsin           |
| 1      | Bulldogs de la Géorgie         |
| 1      | Cougars de Washington State    |
| 1      | Ducks de l'Oregon              |
| 1      | Golden Eagles de Southern Miss |
| 1      | Nittany Lions de Penn State    |
| 1      | Panthers de Pittsburgh         |
| 1      | Pirates d'East Carolina        |
| 1      | Razorbacks de l'Arkansas       |
| 1      | Spartans de Michigan State     |
| 1      | Tigers du Missouri             |
| 1      | Tigers de Clemson              |
| 1      | Yellow Jackets de Georgia Tech |